# Saint-Jean-de-Tholome
Saint-Jean-de-Tholome – miejscowość i gmina we Francji, w regionie Owernia-Rodan-Alpy, w departamencie Górna Sabaudia.
Według danych na rok 1990 gminę zamieszkiwało 535 osób, a gęstość zaludnienia wynosiła 43 osób/km² (wśród 2880 gmin regionu Rodan-Alpy Saint-Jean-de-Tholome plasuje się na 1114. miejscu pod względem liczby ludności, natomiast pod względem powierzchni na miejscu 942.).